# A Northern Soul
A Northern Soul (engl.: Eine nordische Seele) ist das zweite Album der britischen Band The Verve und wurde am 3. Juli 1995 veröffentlicht. Knapp fünf Wochen später trennte sich die Band das erste Mal. Das Album erreichte in den britischen Albumcharts Platz 13.

## Beschreibung
Musikalisch gesehen ist A Northern Soul eine experimentelle Kombination aus psychedelischem Rock und bluesigem Soul. Entstanden aus endlosen Sessions auf Ecstasy, Alkohol, Frauenfrust und dem üblichen Weltschmerz ist es ein Album mit vielen Ecken und Kanten, dessen Bedeutsamkeit im Medienrummel zwischen Oasis und Blur nach Kritikermeinung ungerechtfertigt unterging. Mit History und On Your Own enthält es die ersten beiden Songwriter-Balladen von Richard Ashcroft.

## Auskopplungen
- This Is Music (UK: 1995 – #35)
- On Your Own (UK: 1995 – #28)
- History (UK: 1995 – #24)

## Titelliste
1. A New Decade (04:12)
2. This Is Music (03:35)
3. On Your Own (03:33)
4. So It Goes (06:11)
5. A Northern Soul (06:32)
6. Brainstorm Interlude (05:11)
7. Drive You Home (06:41)
8. History (05:26)
9. No Knock on My Door (05:11)
10. Life’s an Ocean (05:44)
11. Stormy Clouds (05:35)
12. Stormy Clouds (Reprise – 06:11)